# Karl Bartold Lindahl
Karl Bartold Lindahl (Lindal), född 18 juni 1861 i Göteborg, död 4 december 1895 i Göteborg, var en svensk konstnär.
Han var gift med Bengt Nordenbergs dotter Elna. Lindahl studerade konst i Düsseldorf och utmärkte sig som en skicklig porträttmålare. Men han drabbades av en sjukdom som förlamade hans kraft att arbeta. Lindahl är representerad vid Göteborgs konstmuseum med ett porträtt av Bengt Nordenberg.